# Nhữ Văn Lan
Nhữ Văn Lan (1443-1523) là một tiến sĩ và quan văn nhà Lê sơ, từng giữ chức Thượng thư bộ Hộ.
Nhữ Văn Lan là người làng An Tử Hạ, huyện Tiên Minh, phủ Nam Sách, trấn Hải Dương (nay là thôn Nam Tử, xã Kiến Thiết, huyện Tiên Lãng, thành phố Hải Phòng). Ông thi đậu Tiến sĩ (1463) và làm quan dưới triều Lê Thánh Tông, thời kỳ được coi là thịnh trị nhất của nhà Lê sơ cũng như lịch sử phong kiến Việt Nam. Trong 40 năm làm quan dưới triều Lê, chức vụ cao nhất ông từng đảm nhiệm là Thượng thư bộ Hộ. Con cháu nội ngoại ông hầu hết là những người hiển đạt trong đường khoa cử dưới các triều đại phong kiến sau này. Hậu duệ họ Nhữ của Tiến sĩ Thượng thư Nhữ Văn Lan sau di cư về làng Hoạch Trạch, phủ Bình Giang, trấn Hải Dương (nay là xã Thái Học, huyện Bình Giang, tỉnh Hải Dương) và nhiều đời nối đường khoa bảng. Nổi danh nhất trong số con cháu của ông là Trạng Trình Nguyễn Bỉnh Khiêm, cháu ngoại ông.

## Thân thế và sự nghiệp
Tiến sĩ Thượng thư Nhữ Văn Lan (một số tài liệu viết là Nhữ Văn Lân) sinh năm Quý Hợi (1443), niên hiệu Thái Hoà, thời Lê Nhân Tông trong một gia đình nhà nho nghèo tại thôn An Tử Hạ, huyện Tiên Minh, phủ Nam Sách, trấn Hải Dương (nay là thôn An Tử Hạ, xã Kiến Thiết, huyện Tiên Lãng, thành phố Hải Phòng).
Khoa thi năm Quý Mùi (1463), niên hiệu Quang Thuận thứ tư thời Lê Thánh Tông, ông đỗ đệ tam giáp đồng tiến sĩ khi vừa tròn 20 tuổi. Khoa thi này lừng danh trong lịch sử khoa bảng Việt Nam với ba vị Tam khôi là Trạng nguyên Lương Thế Vinh, Bảng nhãn Nguyễn Đức Trinh và Thám hoa Quách Đình Bảo. Ngay sau khi thi đỗ Tiến sĩ, Nhữ Văn Lan ra làm quan dưới triều nhà Lê. Suốt 40 năm làm quan trong giai đoạn thịnh trị nhất của triều Lê sơ cũng như lịch sử phong kiến Việt Nam, ông thường giữ điều cương chính, làm quan thanh liêm, mẫn cán, trải thăng nhiều chức, đến Lễ Khoa cấp sự trung rồi cuối cùng thăng tới chức Thượng thư bộ Hộ.
Năm 1503, ở tuổi 60, ông xin về an dưỡng tại quê nhà ở làng An Tử Hạ và được vua ban thưởng vàng bạc gấm vóc rất hậu. Trong 20 năm cuối đời sống tại quê nhà, ông có những đóng góp thiết thực đối với đời sống của nhân dân trong vùng như hướng dẫn dân làm thủy lợi, cầu...
Năm 1523, niên hiệu Thống Nguyên, thời Lê Cung Hoàng, ông tạ thế tại quê nhà ở tuổi 80. Nhân dân khu Đoài tưởng nhớ công đức viết thần hiệu và lập miếu thờ ông. Trải qua nhiều triều đại, đến năm Mậu Thân, đời Tự Đức (1848) đã có sắc phong của triều đình cho ông là Phúc đẳng thần: "Cương chính bác đạt phúc thần, chuẩn hứa An Tử Hạ trang, Đoài khu phụng chỉ". Dân làng tôn ông là Thành hoàng và xây đình để tưởng nhớ.
Tại cánh đồng phía Bắc thôn Nam Tử ngày nay vẫn lưu giữ khu mộ thiêng mà dân làng quen gọi là mả Nghè. Nơi đây có 3 ngôi mộ của vợ chồng Tiến sĩ Thượng thư Nhữ Văn Lan và con gái Nhữ Thị Thục (mẹ của Trạng Trình Nguyễn Bỉnh Khiêm). Trải qua nửa thiên niên kỷ nhưng khu đất này gần như không thay đổi, toàn bộ khu mả Nghè vẫn là khu đất trống, rộng rãi. Do tương truyền đây là khu ngôi mộ thiêng nên hàng trăm năm qua không có người dân địa phương nào dám đặt mộ gần khu mả Nghè cũng như xâm phạm đến 3 ngôi mộ thiêng của gia đình họ Nhữ.

## Truyền thống khoa bảng
Họ Nhữ mà khởi đầu từ Tiến sĩ Nhữ Văn Lan là một dòng họ có truyền thống khoa bảng trong lịch sử khoa cử Việt Nam dưới thời phong kiến. Tiến sĩ Thượng thư Nhữ Văn Lan được người đời ghi nhớ qua nhiều thế hệ bởi công ơn sinh thành và nuôi dạy con cháu thành tài. Ông có ba người con gồm hai con trai và một con gái. Người con trai đầu Nhữ Quốc Công đã mất . Người con trai thứ hai là Nhữ Huyền Minh sau làm Tri huyện Lục Ngạn rồi di cư về xã Lôi Dương, huyện Đường An, phủ Thượng Hồng sau đổi thành phủ Bình Giang, trấn Hải Dương. Đến đời thứ bảy là Nhữ Tiến Dụng chuyển về làng Hoạch Trạch, kể từ đó nhiều đời phát đường khoa bảng, trong đó có năm vị đại khoa (tiến sĩ). Người con gái duy nhất của Tiến sĩ Thượng thư Nhữ Văn Lan là bà Nhữ Thị Thục, kén chồng cho đến khi luống tuổi mới chịu lấy ông Nguyễn Văn Định là giám sinh ở huyện Vĩnh Lại (nay là huyện Vĩnh Bảo, thành phố Hải Phòng) kế bên (bên nội và bên ngoại nằm ở hai bờ con sông Hàn) rồi sinh hạ con trai lấy tên là Văn Đạt (tức Nguyễn Bỉnh Khiêm sau này).
Hầu hết các tài liệu nghiên cứu về cuộc đời và sự nghiệp của Trạng Trình Nguyễn Bỉnh Khiêm đều không quên nhắc đến ảnh hưởng lớn của họ ngoại mà điển hình là mẹ Nhữ Thị Thục và ông ngoại Nhữ Văn Lan trong việc nuôi dưỡng và giáo dục Nguyễn Văn Đạt (tên khai sinh của Nguyễn Bỉnh Khiêm) những năm thơ ấu. Trong gia phả của họ Nguyễn (hậu duệ người con thứ 7 của Trạng Trình) ở thôn An Tử Hạ còn ghi lại: "Phu nhân hồi An Tử Hạ, ỷ phụ thân giáo dưỡng Đạt nhi tam tuế" cho thấy ông ngoại Nhữ Văn Lan là người có công nuôi dạy Nguyễn Văn Đạt lúc còn nhỏ. Lúc sinh thời, Trạng Trình Nguyễn Bỉnh Khiêm đã cử người con trai thứ 7 (con trai út) là Nguyễn Ngọc Liễn dẫn người cháu đội bát hương sang sinh cơ lập nghiệp ở làng An Tử Hạ, xã Kiến Thiết quê ngoại để trông coi phần mộ và thờ phụng ông bà ngoại Nhữ Văn Lan cùng mẹ Nhữ Thị Thục.